# Óruszolc
Óruszolc, 1911-ig Óruszova (Órussova, románul: Rusova Veche, németül: Ruschowa) falu Romániában, a Bánátban, Krassó-Szörény megyében.

## Fekvése
Oravicabányától 17 km-re délnyugatra, a szerb határon fekszik.

## Nevének eredete
Neve egy szláv *Rusovьcь alakból, az pedig a Rus személynévből való. Először 1421-ben Rusolch, majd 1550-ben Rusocz, 1611-ben Rusova, 1796-ban pedig Batrin Ruszova alakban írták.

## Története
Krassó, majd 1880-tól Krassó-Szörény vármegyei község volt. A 14–15. században a nagylaki Jánki család birtoka volt. 1611-ben Bethlen Gábor vitézeinek, Rácz Jankónak és Mártonnak adományozta. 1855 után legnagyobb birtokosa a StEG.

## Népessége
- 1910-ben 361 lakosából 360 volt ortodox román.
- 2002-ben 87 román nemzetiségű lakosából 80 volt ortodox és 7 baptista vallású.

## Jegyzetek

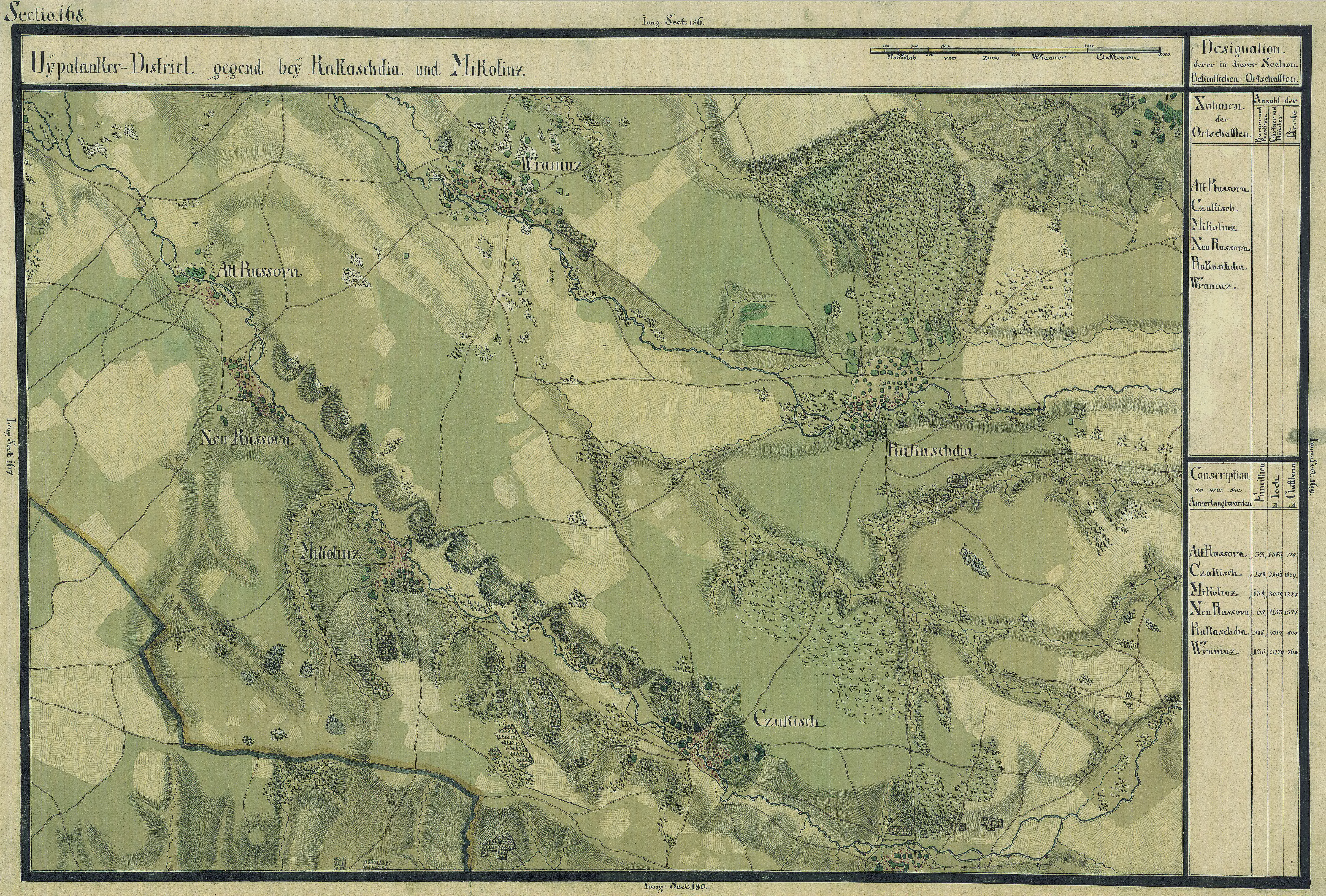
Óruszolc környéke 1769-72 között